# فهرست نمایندگان بندر انزلی در مجلس شورای ملی
اسامی برخی از نمایندگان بندر انزلی در ادوار مجلس شورای ملیبه ترتیب الفبا به شرح زیر است:
- غلامحسین ابتهاج(۱۹)
- حسن اکبر(۱۳)
- منصور انشاء(۲۲،۲۳)
- هرمز پیشوایی(۲۴)
- احمد داراب(۱۸)
- رضا رفیع(۷،۱۲)
- حنیفه رمضانی(۲۱)
- دکترفریدون کشاورز(۱۴)
- حسین کی استوان(۵،۶)
- محمود محمودی(۱۶)
- دکتراسماعیل مرزبان(۳)
- کاظم مژدهی(۸،۹،۱۰،۱۱)
- ابوالمکارم معتمد دماوندی(۱۵،۱۷)
- فریدون نعیمی اکبر (۲۰).